# Хълан
Хълан (Хъланшан, Алашан, Дзяланилан)  (на китайски: 贺兰山; на пинин: Hèlán shān), е планина в Северен Китай, на границата между автономните региони Вътрешна Монголия и Нинся Хуей. Простира се от север на юг на протежение около 270 km (ширина от 15 до 50 km) покрай югоизточната периферия на пустинята Алашан и левия бряг на река Хуанхъ. Склоновете ѝ са стръмни и силно разчленени. Максимална височина 3556 m, но заобикалящите я равнини са високи над 1000 m. Изградена е от докамбрийски гнайси, палеозойски варовици и шисти. Ниските части имат предимно пустинен ландшафт, а по-високите са заети от планински храстови степи с отделни петна от ливади и пасища. По склоновете със северна и северозападна експозиция се срещат малки участъци от иглолистни гори.
1. ↑  ((ru)) «Большая Советская Энциклопедия» – Алашань (горный хребет в Китае), т. 1, стр. 382